# Nodar Kavtaradze
Nodar Kavtaradze (grúzul: ნოდარ ქავთარაძე; Moszkva, 1993. január 2. –) orosz születésű grúz labdarúgó, a Dinamo Tbiliszi középpályása.

## Pályafutása
Kavtaradze az orosz Lokomotyiv Moszkva akadémiáján nevelkedett, 2012 és 2014 között a tartalék csapat játékosa volt. A 2014-2015-ös szezonban az orosz másodosztályú FC Tyumen játékosa volt, majd a harmadosztályú FC Tver szerződtette. 2017 márciusában mutatkozott be a grúz élvonalban a Lokomotivi Tbiliszi csapatában. A 2018-as szezonban a Dila Gori, majd a Torpedo Kutaiszi játékosa volt. A 2019-es szezon közepén igazolt a fővárosi Dinamo Tbiliszi csapatához, mellyel meg is nyerte a bajnokságot. 2021 januárjában a Mezőkövesd játékosa lett. MIndössze hat NB I-es találkozón lépett pályára, így fél évet követően felbontották a szerződését, Kavtaradze pedig visszatért a Dinamo Tbiliszihez.

## Sikerei, díjai
Dinamo Tbiliszi
- Grúz bajnok: 2018–19